# Mana Khemia: Alchemists of Al-Revis
 (novembre 2018).
Si vous disposez d'ouvrages ou d'articles de référence ou si vous connaissez des sites web de qualité traitant du thème abordé ici, merci de compléter l'article en donnant les références utiles à sa vérifiabilité et en les liant à la section « Notes et références ».
Mana Khemia: Alchemists of Al-Revis (マナケミア ～学園の錬金術士たち～, Mana Khemia ~Gakuen no Renkinjutsushi-tachi~) est un jeu vidéo de rôle développé par le studio japonais Gust pour la PlayStation 2; une version améliorée de ce jeu est également parue au Japon et en Amérique du Nord sur PlayStation Portable et fut renommée pour l’occasion Mana Khemia: Student Alliance.
Une suite intitulée Mana Khemia 2: Fall of Alchemy est aussi sortie au Japon et en territoire américain.

## Trame

### Synopsis
Depuis que son père, le légendaire alchimiste Theofratus, a disparu quelque temps après sa naissance, Vayne Aurelius vit complètement coupé du reste du monde, dans une maison au cœur d’une forêt avec pour seule compagnie son chat Sulphur. Un bon jour, un homme du nom de Zeppel, se présente à sa porte et l’invite à joindre l’académie d’alchimie Al-Revis, où il enseigne justement, en invoquant l’importance que le fils de Theofratus développe ses talents en la matière.
Arrivé à l’académie, notre jeune héros deviendra rapidement membre de l’atelier de Flay Gunnar, un élève plus âgé, et cela sans avoir vraiment le choix car Flay n’aurait jamais accepté un «non» comme réponse. Pour les alchimistes apprentis, l’atelier est l’endroit le plus important, puisque c’est là qu’ils pratiquent ce qu’ils ont appris durant leurs cours théoriques et qu’ils expérimentent de nouvelles synthèses d’ingrédients. Deux autres élèves se joignent au groupe : Jessica Philomele et Nicole Mimi Tithel. Chacun de ces membres a une personnalité bien particulière, mais contre toute attente et peut-être en partie à cause de leurs différences, l’atelier de Flay prospère et attire bientôt d’autres membres aussi colorés les uns que les autres.
Cependant, une personne mystérieuse entretient certains scrupules vis-à-vis Vayne Aurelius et son passé. Ce même individu demandera donc à deux autres élèves: Tony Eisler et Renee Kearse de le surveiller et, lorsque possible, de lui mettre des bâtons dans les roues afin de l’empêcher de terminer ses études.
Toutefois, contre toute vraisemblance, le véritable ennemi de Vayne n’est peut-être pas cet être énigmatique, mais quelque chose de beaucoup plus sournois…

### Univers
Mana Khemia: Alchemists of Al-Revis se déroule exclusivement sur une île flottante dont l’étendue peut être découpée en deux grandes sections : le campus de Al-Revis et tout ce qui l’entoure.

#### Campus de Al-Revis
Les divers lieux qui forment le campus de  l’académie peuvent tous, lorsque débloqués, être accessibles à partir d’un menu où leur nom est listé. La plupart d’entre eux sont «coupés» des autres zones, ce qui veut dire que le joueur doit obligatoirement transiter par le menu de l’académie pour aller d’un endroit à l’autre.

#### Alentours du campus (donjons)
Les endroits en périphérie de l’académie peuvent être accédés, lorsque débloqués, en choisissant l’option «quitter campus» du menu de l’académie. Le déplacement de place en place se fait de façon similaire à Al-Revis, c’est-à-dire par un menu. Ces «donjons»  servent à trouver des ingrédients pour ses expériences alchimiques, combattre des ennemis, réaliser des quête, poursuivre l’histoire, etc. De surcroît, les donjons fonctionnent avec un système de temps. Les différentes phases sont dans l’ordre : jour>après-midi>nuit>matin. En plus des différences esthétiques que les changements de phases provoquent, les ennemis sont nettement plus coriaces la nuit et chercheront frénétiquement à provoquer un combat. Malheureusement, le butin de victoire restera, quant à lui, inchangé. Certains ingrédients sont aussi seulement disponibles le matin et la nuit.

### Différentes fins
Mana Khemia: Alchemists of Al-Revis contient 8 fins possibles. Pour voir l’une ou l’autre de ces fins, le joueur doit compléter toutes les quêtes annexes de l’un des membres de son atelier. Naturellement, le joueur ne peut pas aller au bout de plus d’une de ces séries de quêtes par partie. Si aucune des séries n’a été complétée avant l’affrontement final, le joueur recevra la «mauvaise fin».

## Système de jeu
Le studio Gust est connu pour sa série Atelier Iris, qui mélange le RPG tour-par-tour avec l’alchimie. Les principes de jeux de Mana Khemia sont pratiquement les mêmes, mais l’expérience se déroule cette fois-ci  dans l’académie Al-Revis où le héros Vayne et ses amis suivent des études en alchimie. Cette section comprend toutes les mécaniques de Mana Khemia qui pourraient demander une explication. Les éléments conventionnels aux jeux vidéo, et particulièrement aux jeux de rôles, ne seront pas abordés ou bien très peu développés.

### Système scolaire
Le jeu est divisé en 12 chapitres représentant un trimestre d’école ou le congé estival annuel, ce qui veut dire que votre séjour comme élève à l’académie Al-Revis s’étend sur 3 années. D’autre part, chacun de ces chapitres commence et se termine par un «évènement» que le joueur ne peut pas éviter ou choisir.
Durant un chapitre, le joueur doit compléter un nombre de classes pour poursuivre l’aventure, sauf pour les périodes de congés déjà mentionnées. Chaque classe comprend un devoir qui doit être remis au comptoir des affaires étudiantes. Dépendamment de certains critères, comme la rapidité, l’habilité ou la créativité, le joueur recevra un plus où moins bon score en complétant cette requête. Avoir de bonnes notes permet d’avoir des périodes de temps libre pour accomplir une variété de petits travaux pour de l’argent et des objets où d’en apprendre plus sur les membres de votre atelier d’alchimie. À l’inverse, de piètres résultats demanderont que le joueur participe à plus de classes pour compenser. Si cela n’est pas encore suffisant, une période de détention sera nécessaire, ce qui requiert la réalisation d’une tâche supplémentaire.

### Système d’alchimie
Toute expérience alchimique requiert deux éléments  avant même de commencer: des ingrédients pour concevoir un nouvel objet et une recette comme mode d’emploi.
Certains ingrédients et certaines recettes peuvent être achetés sur le campus, d’autres doivent être trouvés dans les donjons. Les recettes dans les donjons se trouvent soit dans un coffre ou dans le butin laissé par un ennemi terrassé. Les ingrédients, tant qu’à eux, peuvent être aussi collectés dans un butin ou par les méthodes de collectes suivantes : en les déterrant (pour les légumes et les racines), en les pêchant (pour les poissons), en les piochant (pour les minerai), en les cueillant à l’aide d’un boomerang (pour les fruits), en les coupant (pour les herbes) ou bien simplement en les ramassant. Noter que les recettes sont toujours uniques et donc ne peuvent pas être trouvées à deux endroits différents.
Lorsque nous avons une ou des recettes et les ingrédients adéquats, nous pouvons passer à la création d’objets. Il est important de savoir que les objets sont divisés en deux grandes catégories. La première catégorie comprend toutes les créations possibles sauf l’équipement de combat. Par conséquent, la deuxième catégorie comprend bien sûr les armes, armures et accessoires de vos combattants.
Les synthèses faites dans l’atelier provoque un mini-jeu qui requiert d’arrêter une sorte de «roue de la fortune» sur l’élément de base de l’objet (feu, eau, terre et nature) pour augmenter le «Ether Level» de son objet, jusqu’à concurrence de 100, pour conférer divers bonus à cet objet qui seront principalement utilisés durant la création  d’équipements. Il est également possible de demander l’assistance de l’un des membres de son atelier durant cette procédure, ce qui ne donnera pas nécessairement de meilleurs résultats.
La pièce Athenor, à quelques pas de votre atelier, contient le matériel nécessaire pour créer son équipement de combat. Le principe est le même que pour les synthèses faites dans l’atelier, mais il n’y a pas de mini-jeu genre «roue de la fortune» et les bonus acquis préalablement par ce même mini-jeu  dans l’atelier peuvent être appliqués ici à votre équipement. Les objets acquis dans les donjons ou dans les magasins peuvent aussi renfermer des bonus.

### Système de combat
Les combats se déroulent au tour-par-tour avec cependant quelques subtilités : l’ «Action Bar», les personnages en réserve, le «Burst Mode» et les «Finishing Strike».
Un tableau en haut de  l’écran de combat affiche en ordre chronologique l’ordre des actions qui seront réalisées en représentant les combattants sous forme de cartes l’une à la suite de l’autre. De nombreuses actions sont offertes par le jeu pour changer cet ordre et, de ce fait, performer ses actions avant le ou les ennemis.
Durant les combats, sur les huit personnages disponibles, trois sont sur le terrain, trois sont en réserve et deux ne peuvent pas participer à moins de les insérer dans l’une des deux autres catégories hors des combats. Les personnages en réserve peuvent venir en aide aux combattants quand leur «jauge de réserve» respective est remplie. Ils peuvent être appelés pour prendre le tour d’un personnage ou pour réaliser un combo suivant l’attaque d’un personnage. Les trois personnages de réserve peuvent être appelés durant un seul tour et le dernier sur place restera sur le terrain. Fait intéressant, si Vayne est le dernier utilisé au cours d’un combo ayant employé tous les personnages en réserve, cela déclenchera un «Variable Strike», c’est-à-dire que Vayne exécutera une furie de coup sur son ennemi pour des dégâts supplémentaires.
Le «Burst Mode»  est atteint quand une jauge en bas de l’écran de combat, partant de zéro à chaque nouvel affrontement, se remplie complètement. Cela se produit au fur et à mesure que des coups sont portés à votre adversaire ou vos adversaires. Il est possible de changer cette jauge plus rapidement en étourdissant l’adversaire pour lui infliger une attaque critique ou en frappant sa ou ses faiblesses. Lorsqu’elle est remplie, la puissance de vos personnages sera décuplée.
Les «Finishing Strike» sont semblables au système de «limites» employé dans d’autres jeux de rôles. Deux conditions doivent être atteintes pour les utiliser : le «Burst Mode» est  activé et une requête énoncée au début de l’engagement a été accomplie (par exemple, attaquer en utilisant l’élément de la glace). Par la suite, le joueur a la possibilité d’user une seule fois d’une attaque spéciale dévastatrice unique à chacun de ses personnages.

### Évolution des caractéristiques des personnages
La progression des caractéristiques de vos personnages se fait  d’une façon un peu particulière dans Mana Khemia : Alchemists of Al-Revis. En effet, votre équipe de combattants n’augmentera pas ses compétences seulement  en accumulant une certaine quantité d’expérience  de combat. Non, tout le développement de vos personnages se fait par l’entremise du «Grow Book».
Le «Grow Book» est une grille de fentes reliées entre elles par des lignes à l’horizontale ou à la verticale. Chacun des personnages jouables possède son propre «Grow Book». Dans l’ensemble des fentes mentionnée est inscrit un objet à synthétiser pour avoir le droit  «d’acheter» cette dite fente avec des points d’expériences (AP) obtenus durant les combats. Elles renferment soit un bonus pour une des caractéristiques du personnage (par exemple la puissance d’attaque) ou un nouveau coup spécial qu’il pourra utiliser durant ses affrontements. Ce système empêche le joueur d’avoir des personnages surpuissants, car il doit obligatoirement de visiter de nouveaux endroits pour acquérir de nouvelles recettes ou ingrédients pour réaliser des synthèses inédites.

## Accueil
Mana Khemia : Alchemists of Al-Revis a reçu un accueil globalement mitigé de la part des critiques américaines avec une moyenne des notes de 70,76 % sur GameRankings et de 69 % sur Metacritic. Toutefois, il est à noter que les avis sont très partagés et que certains considèrent ce jeu comme «horrible et à l’aspect technique dépassé» alors que d’autres ont vraiment apprécié la légèreté de l’histoire qualifiant quelques dialogues «d’hilarants» et le système de combat «d'engageant».

## Musique
La bande originale a été composée par Ken Nakagawa et Daisuke Achiwa et a été mise en vente le 30 mai 2007 au Japon par Team Entertainment.
Thème d’ouverture
- Run For Your Life par Haruka Shimotsuki

Thème de fin
- TOGGLE par Yuuki Mizusawa

Autres thèmes
- To the Future of Dreams ~Chorus Version~ par Gust Corporation
- Sirius par Marie
- Nee/Hey par Marie
- STIGMATA par Noriko Mitose